# Hôtel Cosmos
Le Cosmos (russe : Космос) est un complexe hôtelier, situé au Nord-Est de Moscou, en Russie. Il a été construit à l'occasion des Jeux olympiques de Moscou en 1980.

## Localisation
L'hôtel Cosmos est situé sur l'une des principales avenues, la Prospekt Mira, au no 150.
En face de l'hôtel, se trouve le Centre panrusse des expositions (VVTs), la Tour Ostankino, le Musée du comte Cheremetiev. Non loin de l'hôtel, il y a également le jardin botanique, le complexe sportif Olimpiïski, le centre culturel et d'expositions Sokolniki et le parc national Lossiny Ostrov.
La station de métro la plus proche est VDNKh.

## Histoire
L'architecture et le design de l'hôtel Cosmos sont un projet français et ont été réalisés en collaboration avec des architectes soviétiques et français (Marian Janusz Dabrowski / Constructions hotelieres TAST). Une statue du général de Gaulle a été inaugurée en 2005 devant l'hôtel, place Charles-de-Gaulle, par les présidents Vladimir Poutine et Jacques Chirac.
Le projet incluait : 
- 1 718 chambres standard avec deux lits
- 53 chambres deux places
- 6 chambres quatre places
- Plusieurs bars et restaurants d'une capacité totale d'environ 3 600 couverts

L'ouverture officielle de l'hôtel a eu lieu le 18 juillet 1979. Ce fut une grande célébration, à laquelle furent conviés de nombreux hommes politiques, businessmen et célébrités. L'hôtel a accueilli de nombreuses vedettes, notamment Joe Dassin ou Alla Pougatchova.

## Caractéristiques
- 25 étages (+1 étage technique).
- superficie de l'hôtel : 106 113 m2.
- superficie du terrain : 40 000 m2.
- superficie totale des chambres : 36 626 m2.
- superficie des étages habitables : 2 695 m2.

Actuellement l'hôtel compte :
- 1 777 chambres dont :
  - 1 311 chambres standard,
  - 417 chambres supérieures,
  - 28 studios,
  - 9 chambres de luxe,
  - 6 chambres catégorie Grand luxe,
  - 6 Appartements.

Il peut accueillir jusqu'à 3 000 clients.
Il contient en outre : 
- 7 salles de conférences,
- salles de cinéma, de concert / salles de conférences,
- 7 salles de restauration dont les restaurants « Kalinka », « Terrassa », « Planète Cosmos » et « Empress Hall »),
- des espaces d’exposition.

Actuellement, l'hôtel Cosmos est le plus grand de Russie et d'Europe.
Au 1er septembre 2006, l'hôtel Cosmos réalisait un résultat net de 35,83 millions de Dollars US.

## Évènements
Dans le film russe Day Watch, l'hôtel est le quartier des forces de l'Obscurité.
Chaque année, l'hôtel accueille la conférence des concepteurs de jeux.